# Мейсснерово сплетение
Мейсснерово сплетение (синоним: подслизи́стое не́рвное сплете́ние; лат. plexus submucosus) — сеть парасимпатических нервных узлов, располагающаяся в подслизистом слое полого гладкомышечного органа желудочно-кишечного тракта; часть энтеральной нервной системы.
Состоит из двух слоёв: поверхностного и глубокого. Поверхностный слой является продолжением ауэрбахова сплетения, располагается рядом с циркулярным мышечным слоем и состоит из нервных пучков, образующих петли, расположенные вдоль поперечной оси кишки. Размеры ганглиев мейсснерова сплетения значительно меньше ганглиев ауэрбахова сплетения.
Поверхностный слой сплетения регулирует, в основном, моторику органов желудочно-кишечного тракта, а глубокий слой сплетения — секрецию.

## Этимология
Названо в честь немецкого гистолога, физиолога и анатома Георга Мейсснера (нем. Georg Meissner; 1829—1905), описавшего данную структуру в 1862 году.